# Среща с Медуза
Среща с Медуза (на английски: A Meeting with Medusa) е научнофантастична новела от Артър Кларк, написана през 1971 и публикувана за първи път в Плейбой.

## Сюжет
Внимание:  Текстът по-долу разкрива сюжета на произведението (или части от него)!
Роботизираният заради нещастна злополука капитан Хауърд Фокън предприема рисковано пътуване до неизследвания Юпитер в търсене на нови предизвикателства. Скоро вълнуващата му мисия се изпълва със странни събития и невероятни открития в атмосферата на газовия гигант, които повдигат въпроси не само за съществуването на разумен живот извън Земята, но и за бъдещото развитие на човечество като властелин на космоса.

## Награди
- Награда Небюла за най-добра повест за 1972 г.